# Cristoforo Majorana
Cristoforo Majorana (floruit hacia 1480-1494) fue un ilustrador y pintor italiano. Nació en Nápoles. Majorana fue alumno de Cola Rapicano. Produjo obras para Fernando II de Aragón, Juan de Nápoles y Andrea Mateo de Acquaviva. Su trabajo se conserva en las colecciones del Museo Walters, la Biblioteca Nacional de Francia,  Museo Fitzwilliam, y la Biblioteca histórica de la Universidad de Valencia.

## Trabajos notables
- Agustín de Hipona, Comentario sobre los Salmos, 1480.[3]
- Esopo, Fábulas, 1481.[3]
- Virgilio, Eneida, Églogas, y Geórgicas, 1482-94[3]
- Claudio Ptolomeo, Geografía.[3]

## Galería

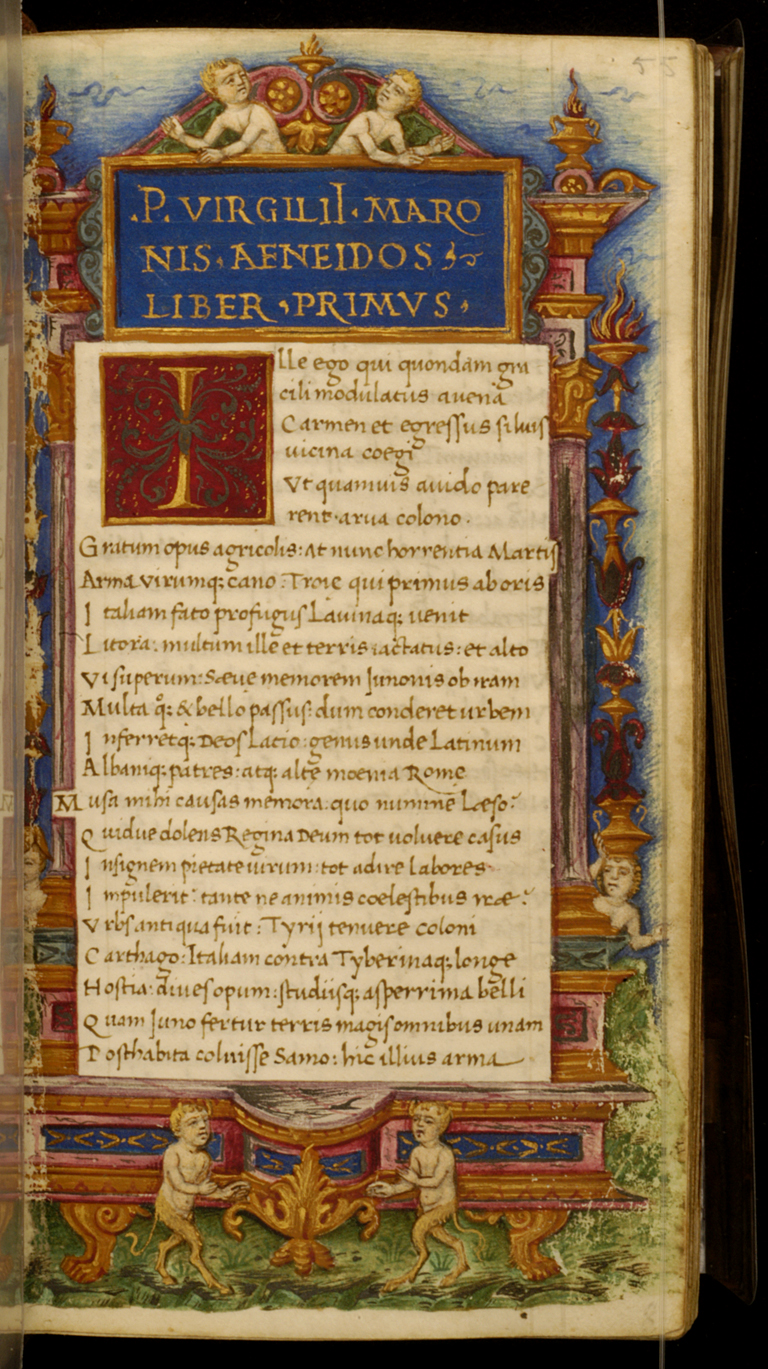
Leaf from Eclogues, Georgics and Aeneid, ca. 1470.
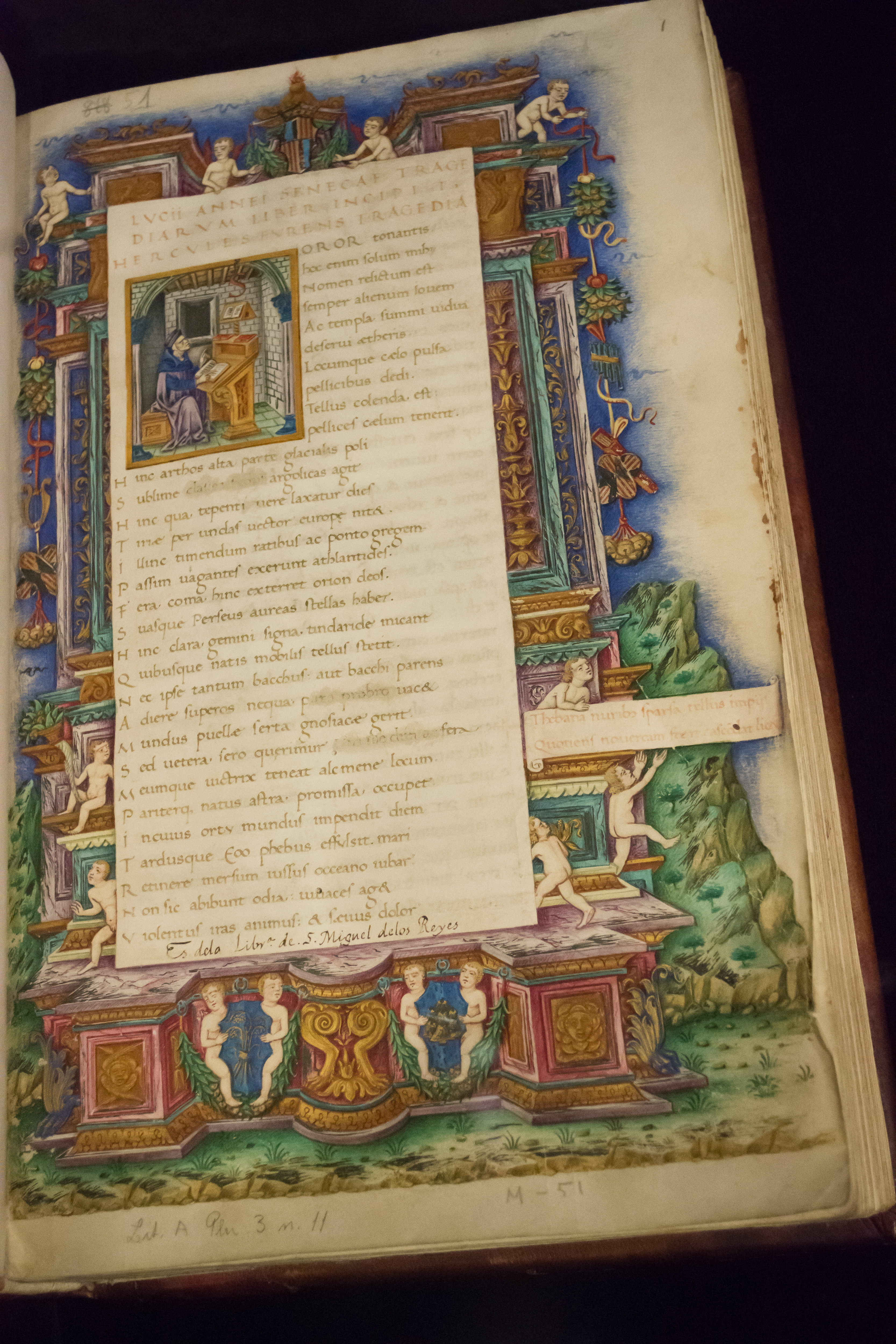
Códice en vitela escrito en Florencia en 1484 por Antonio Sinibaldi y miniado en Nápoles por Cristofor Majorana. Transcribe las tragedias de Séneca.
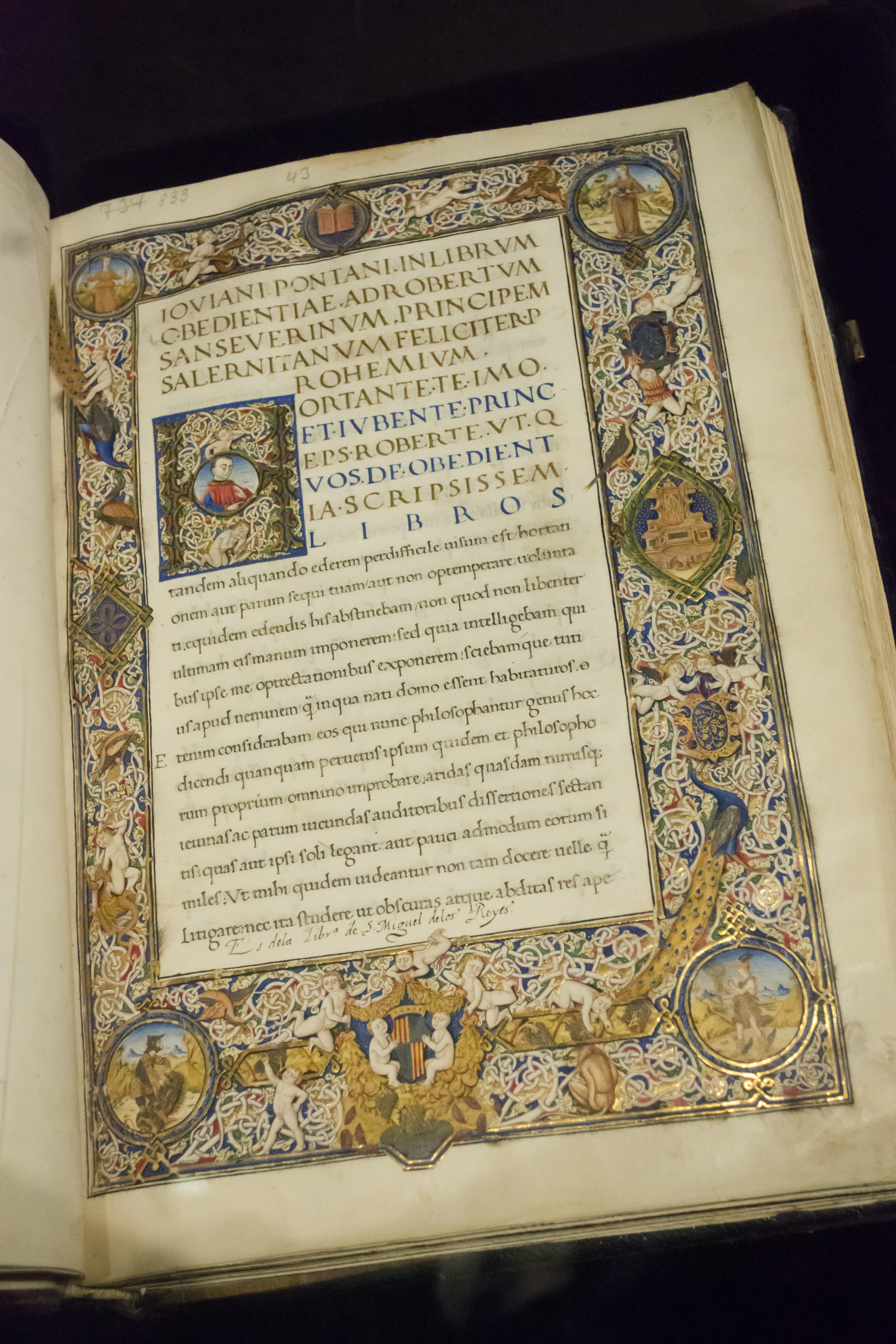
Códice con dos tratados de política de Giovanni Pontano, copiados por Giovanni Rinaldo Mennio (1472-194). De principe está dedicado a Alfonso, duque de Calabria. Ilustrado por Cristóforo Majorana. Orla miniada con bianchi girari. En las esquinas aparecen representados la Justicia, la Templanza, Mercurio y Hércules.